# Jean Garrabé

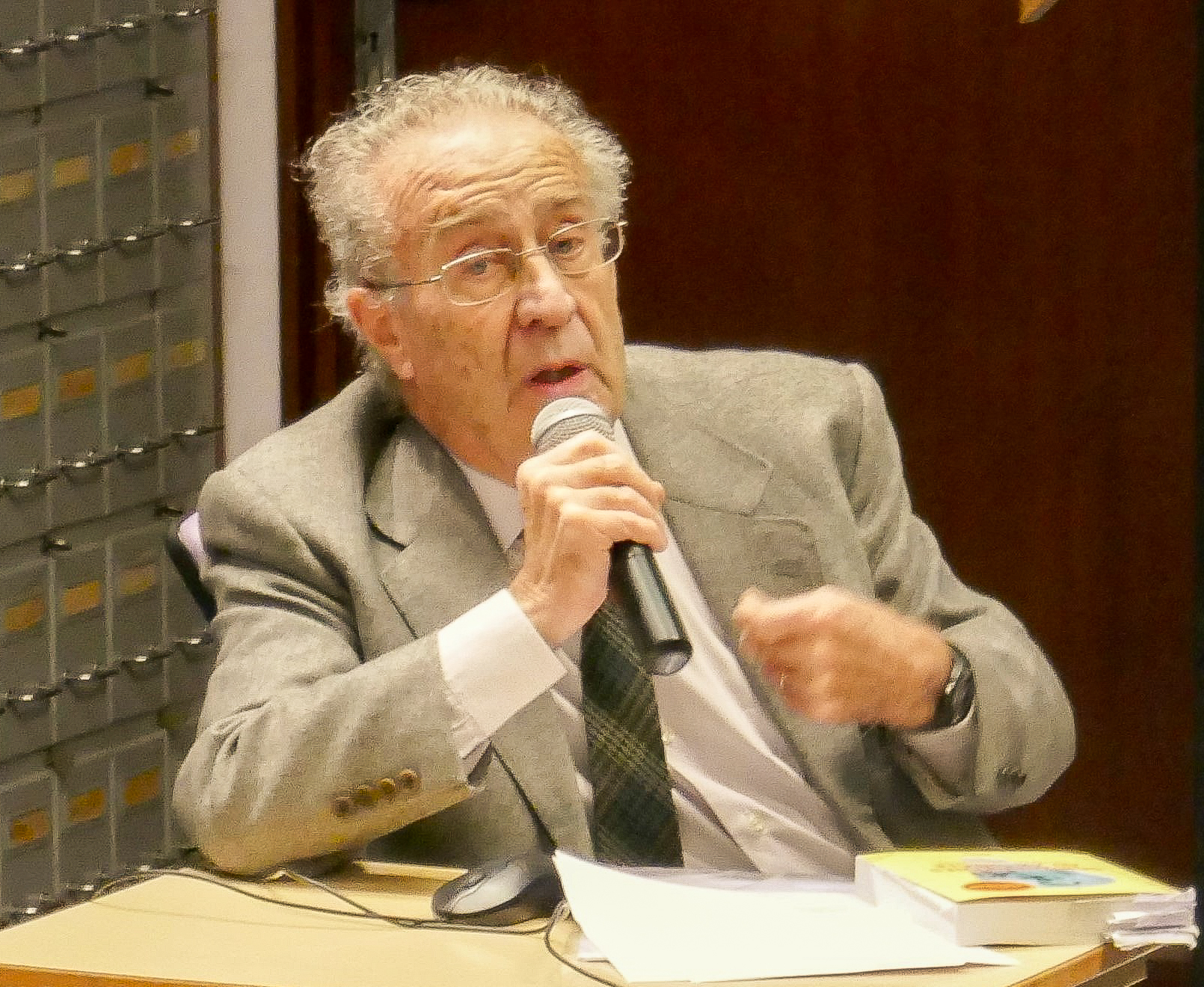
Jean Garrabé à la Bibliothèque Henri Ey de Sainte Anne le 28 janvier 2019

Jean Garrabé, né le 11 août 1931 à Berck-sur-Mer et mort le 13 septembre 2020 à Ivry-sur-Seine, est un psychiatre français.

## Biographie
Né de mère espagnole, Jean Garrabé a fait ses études secondaires au lycée français de Madrid pour venir ensuite faire ses études de médecine à Paris. Il soutient sa thèse sur l'étude de l'encéphalographie gazeuse en psychiatrie en 1958. Il effectue son service militaire comme médecin militaire à Dijon où il rencontre Charles Melman. Il obtient le concours de médecin des hôpitaux psychiatriques en 1964 et est nommé au CTRS (Centre de traitement et de réadaptation sociale) de Ville-Évrard dirigé par Paul Sivadon. Il réalise une psychanalyse à la Société psychanalytique de Paris.
En 1967, Il est nommé médecin-chef de l’institut Marcel-Rivière de l’Éducation nationale, fonctions qu'il exercera jusqu'en 1997.
Jean Garrabé s'intéresse à l'histoire de la psychiatrie. Ayant occupé une position de passeur entre Lacan, Derrida, Starobinski et les États-Unis, Jean Garrabé souligna, dans ses recherches l’importance des humanités en psychiatrie.
Il publie un ouvrage sur Henri Ey,.
Il était psychiatre honoraire des hôpitaux et membre honoraire de l'Association mondiale de psychiatrie. Il a été directeur d'enseignement clinique à l'UER Paris-Ouest de l’université René Descartes depuis 1989. 
Il est membre de nombreuses sociétés savantes : secrétaire général de la société de l'évolution psychiatrique de 1988 à 1997, président de la Fédération française de psychiatrie en 1996, président de la Société médico-psychologique en 2000, membre honoraire de l'Association mondiale de psychiatrie en 2000, président d'honneur de l'Évolution psychiatrique en 2003, cofondateur et président du Collège de psychiatrie en 2004. 
Il est administrateur de l'association de l'Élan retrouvé de 2007 à 2020.
Il décède le 13 septembre 2020 à l’âge de 89 ans.

## Hommages
Deux journées d'hommages sont organisées : à l'Académie de médecine et à l'École pratique des hautes études en psychopathologie.
L'Évolution psychiatrique publie un numéro spécial d'hommage en octobre 2021; les Cahiers Henri-Ey font de même. 

## Publications

### Livres
- avec François Kammerer, Classification française des troubles mentaux - R-2015. Correspondance et transcodage - CIM10, Presses de l’EHESP, 2015, 244 pages
- avec Freddy Seidel, Promenades dans le paris de la folie. Les êtres et les lieux, John Libbey, 2015
- La Schizophrénie, Les Empêcheurs de penser en rond, Paris, 2003
- Henri Ey et la pensée psychiatrique contemporaine, Synthélabo, Le Plessis-Robinson, 1997
- [dir.] Philippe Pinel, Les Empêcheurs de penser en rond, Paris, 1994, 156 p.
- Histoire de la schizophrénie, Seghers, Paris, 1992, 329 p.
- Dictionnaire taxinomique de psychiatrie, Masson, Paris, 1989, 236 p.

### Articles
- « Histoire des échanges dans le domaine de la psychiatrie entre la France et les pays d’Amérique latine », L’Information psychiatrique, vol. 95, no 9,‎ 2019, p. 755-769 (lire en ligne)
- « Psychoses à base d’automatisme », Journal français de psychiatrie, vol. 45, no 1,‎ 2017, p. 26-29 (lire en ligne)
- « Histoire de la psychothérapie en France », Perspectives Psy, vol. 51, no 4,‎ 2012, p. 348-355 (lire en ligne)
- « Sémiotique de l'aliénation mentale », Journal français de psychiatrie, vol. 30, no 3,‎ 2007, p. 7-10 (lire en ligne)
- « De la criminologie à la psychiatrie en milieu pénitentiaire », Perspectives Psy, vol. 45, no 4,‎ 2006, p. 356-360 (lire en ligne)
- « La Dimension sociale de la psychiatrie française », Pour une psychiatrie sociale,‎ 2002, p. 55-61 (lire en ligne)